# Jocky Wright
John Wright, aussi connu sous le nom de Jocky Wright (né en février 1873 à Hamilton en Écosse et mort en 1946 à Southend-on-Sea dans l'Essex), est un joueur de football écossais qui évoluait au poste d'attaquant.

## Palmarès
| The Wednesday - Championnat d'Angleterre D2 (1) : - Champion : 1899-00. - Meilleur buteur : 1899-00 (24 buts). |  | Bolton Wanderers - Coupe d'Angleterre : - Finaliste : 1903-04. |